# Elsinoaceae
Elsinoaceae Höhn. ex Sacc. & Trotter – rodzina grzybów z klasy Dothideomycetes. Grzyby mikroskopijne, saprotrofy i pasożyty obligatoryjne roślin. Większość gatunków występuje na obszarach o tropikalnym klimacie.

## Morfologia
Owocniki w postaci askostromy zbudowanej z cienkościennych, jasnobrunatnych pseudoparenchymatycznych komórek. Skórzaste askostromy mają owalny, wydłużony lub poduszeczkowaty kształt i zanurzone są tkankach żywiciela. W ich komorach znajdują się pojedyncze, grubościenne, maczugowate lub prawie kuliste worki o słabo widocznej komorze z dzióbkowatym wierzchołkiem. W podkładce ułożone są nieregularnie, lub w pojedynczej warstwie. Askospory bezbarwne lub jasnożółte, podłużnie eliptyczne, złożone z 3 lub 4 komórek. Przegrody między komórkami poprzeczne, ale czasami podłużne (zarodniki murkowate).

## Systematyka
Pozycja w klasyfikacji według Index Fungorum
Myriangiales, Dothideomycetidae, Dothideomycetes, Pezizomycotina, Ascomycota, Fungi.
Rodzaje
Według aktualizowanej klasyfikacji Index Fungorum bazującej na Dictionary of the Fungi do rodziny tej należą rodzaje:
- Beelia F. Stevens & R.W. Ryan 1925
- Butleria Sacc. 1914
- Elsinoë Racib. 1900
- Hemimyriangium J. Reid & Piroz. 1966
- Hyalotheles Speg. 1908
- Micularia Boedijn 1961
- Molleriella G. Winter 1886
- Saccardinula Speg. 1885
- Sphaceloma de Bary 1874
- Stephanotheca Syd. & P. Syd. 1914
- Xenodiella Syd. 1935
- Xenodium Syd. 1935